# Dumitru Ipsilanti

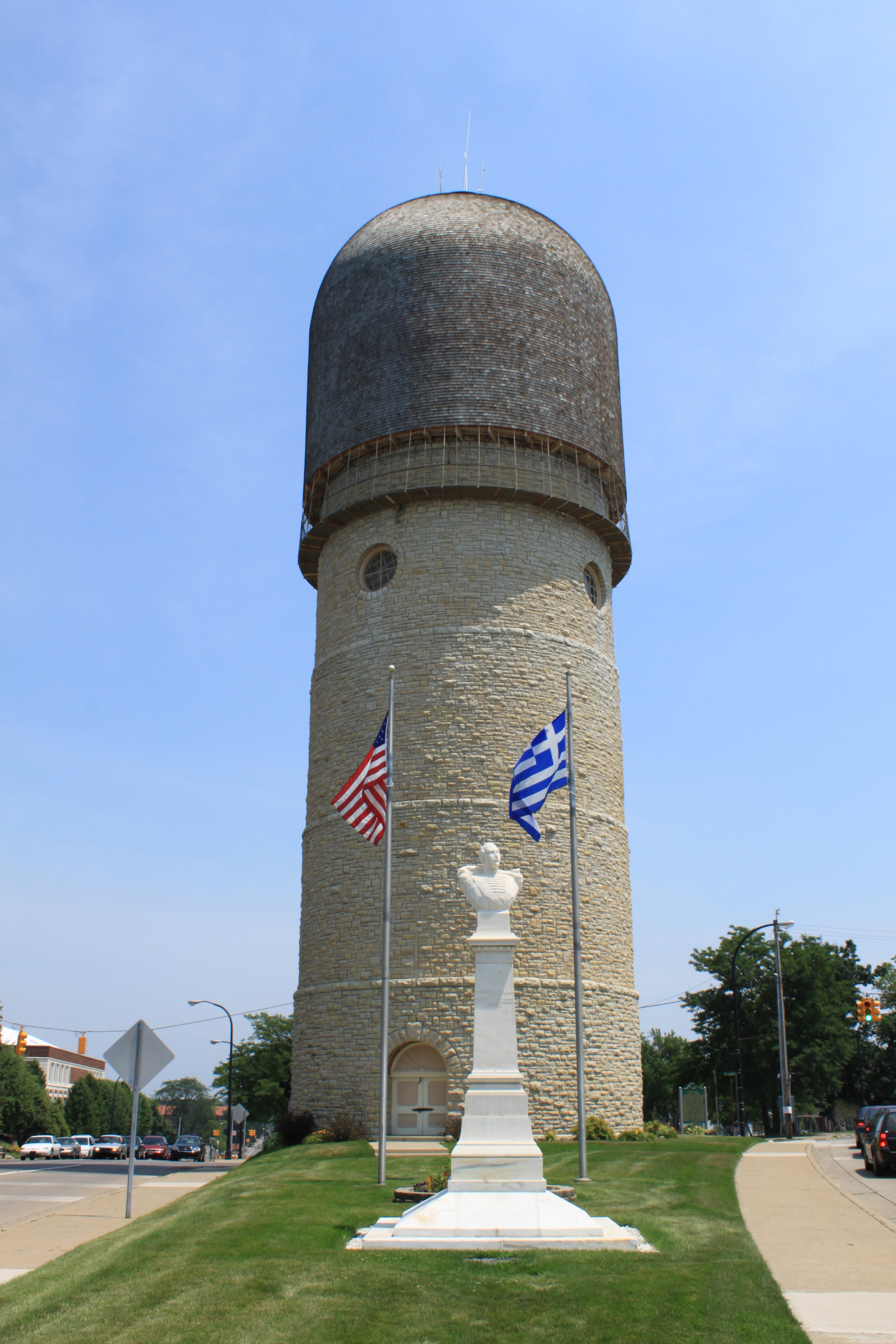
Bustul lui Dimitrie Ipsilanti aflat în fața Turnului de apă Ipsilanti din Ypsilanti, Michigan, SUA.

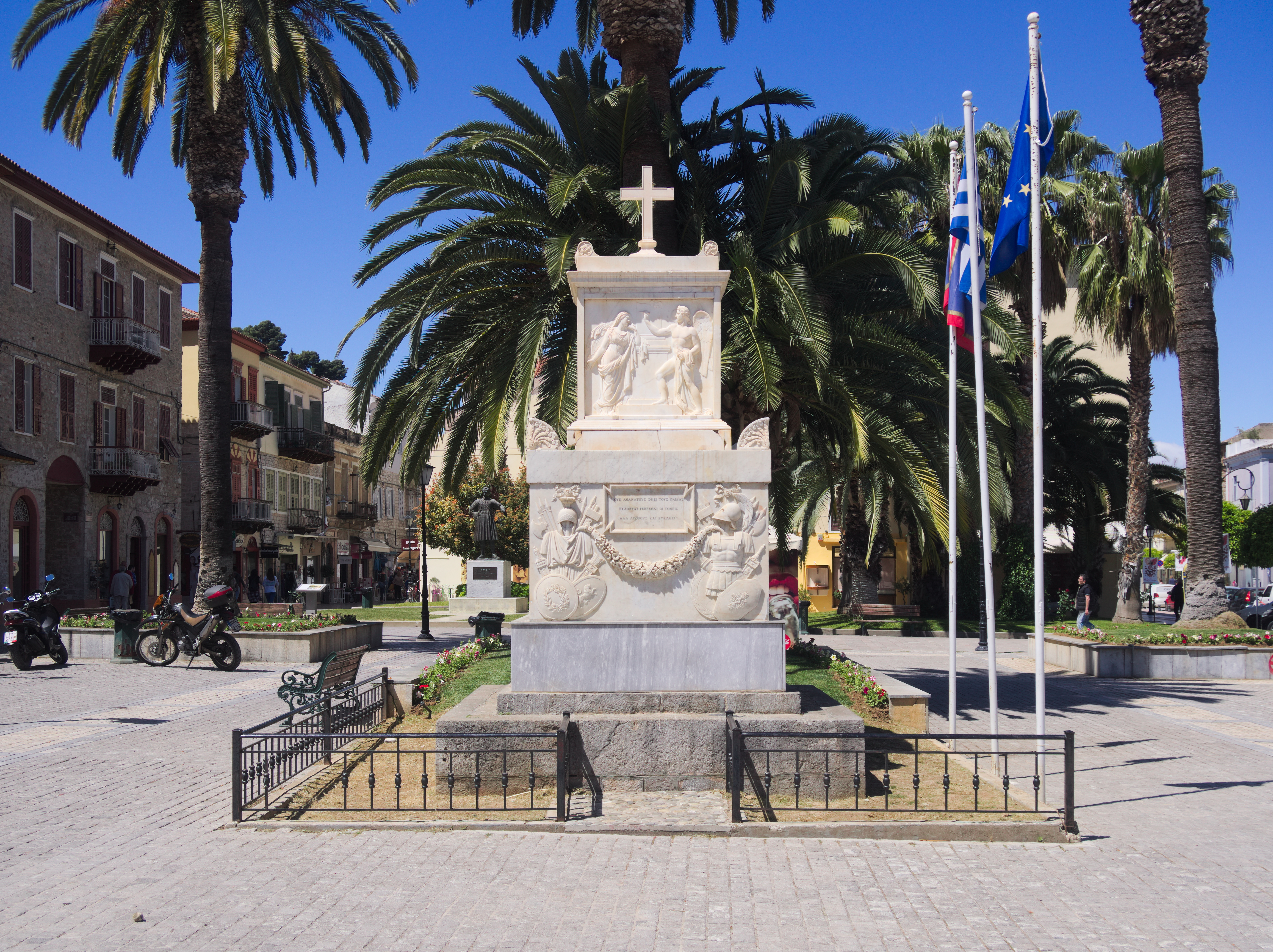
Monumentul funerar al lui Dumitru Ipsilanti de la Nafplion.

Dumitru Ipsilanti (scris, de asemenea, Dimitrios, Dimitrie și/sau Ipsilantis; în greacă Δημήτριος Υψηλάντης; 1793 – 16 august 1832) a fost un dragoman al Imperiului Otoman, ce a slujit ca ofițer în Armata Imperială Rusă din Moldova și a fost numit primul mareșal al Greciei moderne de către Ioannis Kapodistrias, erou al Războiului de Independență al Greciei. Ipsilanti a fost fratele lui Alexandru Ipsilanti, conducătorul organizației Filiki Eteria.

## Primii ani
A fost membru al importantei familii fanariote Ipsilanti, fiind al doilea fiu al domnitorului Constantin Ipsilanti al Moldovei. El a fost trimis în Franța, unde a fost instruit la o școală militară franceză.

## Unirea Moldovei și Valahiei
S-a distins ca ofițer rus în campania militară din 1814. În 1821 a izbucnit în Moldova o rebeliune greacă condusă de Dumitru Ipsilanti, de care au beneficiat în mod indirect principatele Moldova și Valahia.

## Războiul de Independență al Greciei
În 1821 a plecat în Moreea, unde tocmai izbucnise Războiul Grec de Independență. El a fost unul dintre cei mai cunoscuți conducători fanarioți în primele etape ale revoltei, deși acțiunile sale au fost mult stânjenite de conducătorii militari locali și de fruntașii civili conduși de prințul Alexandru Mavrocordat; ca urmare, organizarea unei armate regulate a fost încetinită, iar operațiile militare au fost limitate.
La 15 ianuarie 1822 a fost ales președinte al Adunării Legislative. Cu toate acestea, din cauza eșecului campaniei sale în centrul Greciei și a faptului că nu a reușit să obțină o poziție de conducere la convenția națională de la Astros, el a fost obligat să se retragă în 1823.
În 1828 a fost numit de Ioannis Kapodistrias în funcția de comandant al trupelor din estul Greciei. La 25 septembrie 1829 el a reușit să-l determine pe comandantul turc Aslan Bey să capituleze în Pasul Petra, punându-se astfel capăt războiului de eliberare.

## Relații
În plan sentimental, el a avut o relație de dragoste cu Manto Mavrogenous, eroină a Războiului de Independență al Greciei.

## Moartea
A murit la Nafplion la 16 august 1832.

## Moștenire
- Orașul Ypsilanti din statul Michigan al SUA – fondat în 1825, în timpul luptei grecești pentru independență – este numit astfel în onoarea sa.[7] Un bust al lui Dumitru Ipsilanti se află amplasat între steaguri american și grec la baza Turnului de Apă Ypsilanti.
- Localitatea Ypsilanti din Dakota de Nord a fost numită de către o persoană din Ypsilanti, Michigan, și astfel este numită în mod indirect după Dumitru Ipsilanti.
- Ypsilanti din Comitatul Talbot, Georgia a fost cândva un  centru de colectare a bumbacului relativ important, dar „este acum (2010), doar o răscruce de drumuri cu cinci locuințe”.[8]